# Ільяс-Кая

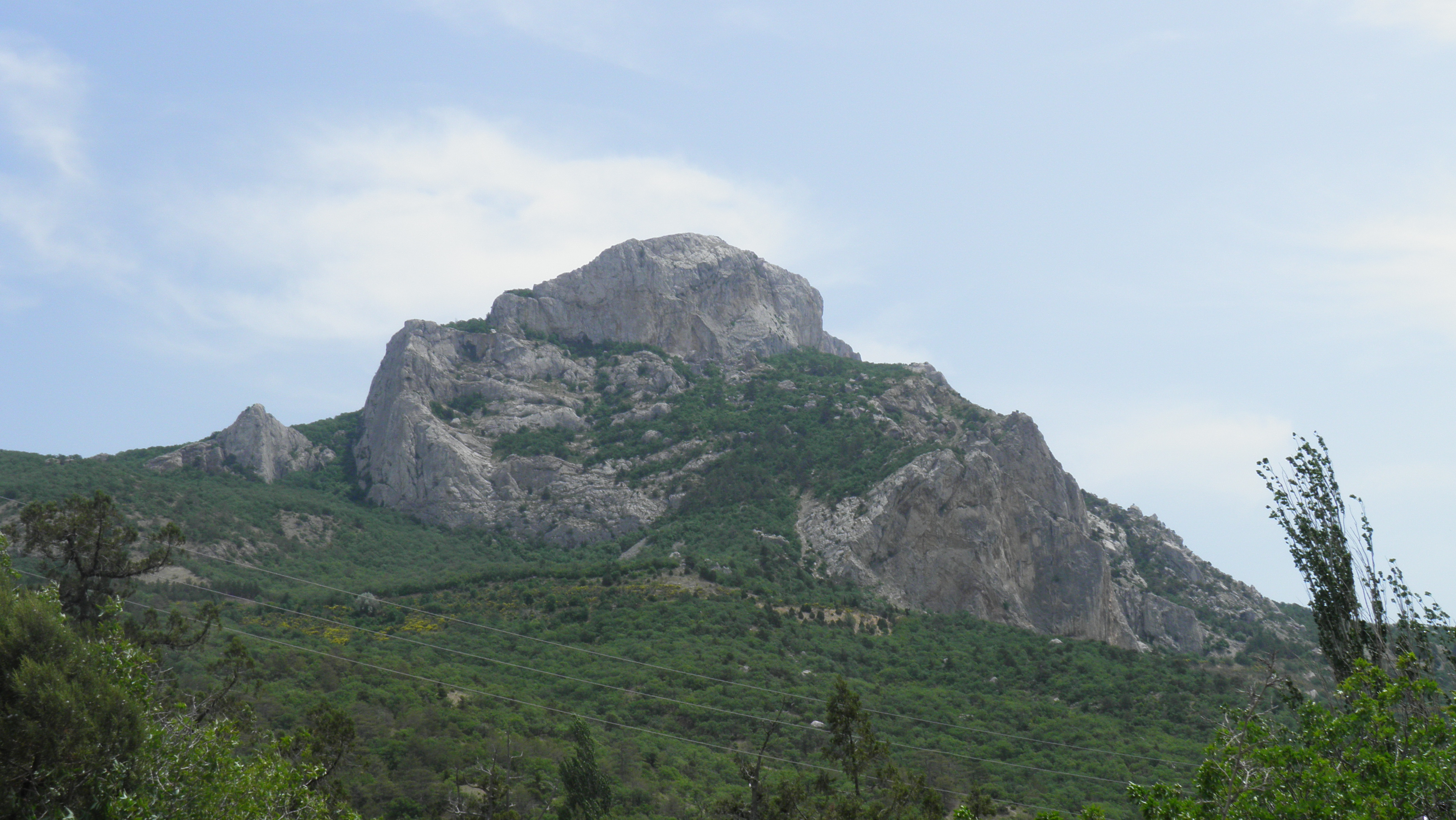
Ільяс-Кая і Скелі Ласпі.

Ільяс-Кая, Ай-Ілля, Ласпі, Святого Іллі (крим. İlyas Qaya) — скелястий масив Байдарської яйли (Крим), що спадає ступінчасто з яйли на південь і захід. Це — найвищий масив Байдарської яйли — вис. 682 м. Знаходиться за 4 км на захід-північний захід від нп Форос (Ялта).

## Опис
Гора Ільяс-Кая (681,9 м) — у перекладі з кримськотатарської мови — скеля Іллі. Вершина домінує над Ласпінською бухтою і Саричем. Неприступні стіни з півдня і з північного заходу надають вершині величний вигляд. У середині квітня 1999 р. в середній частині південної стіни стався великий обвал. Унаслідок обвалу утворився величезний червоно-рудий карниз. Майже на самій вершині г. Ільяс-Кая була укріплена монастирська церква Св. Іллі (X—XV ст). Скеля, на якій знаходилося укріплення, з півночі, півдня і заходу неприступна. На її вершину можна піднятися тільки крутим східним схилом. У Криму є безліч місць, присвячених пророку Іллі (пророк Ілля займає в контексті християнської традиції особливе місце). Середньовічні ченці зробили монастир практично неприступним, збудувавши зі східного боку гори кам'яну фортечну стіну, складену з буту. Укріплення, протяжністю близько 50 м, раніше було на підступах до вершини, затуляючи доступ до монастирських будівель. Напевно, саме тому церква і мала ім'я святого: за переказами, Ілля був непереможним воїном. У наш час від монастиря, що проіснував цілих п'ять століть, практично нічого не залишилося.

## Галерея

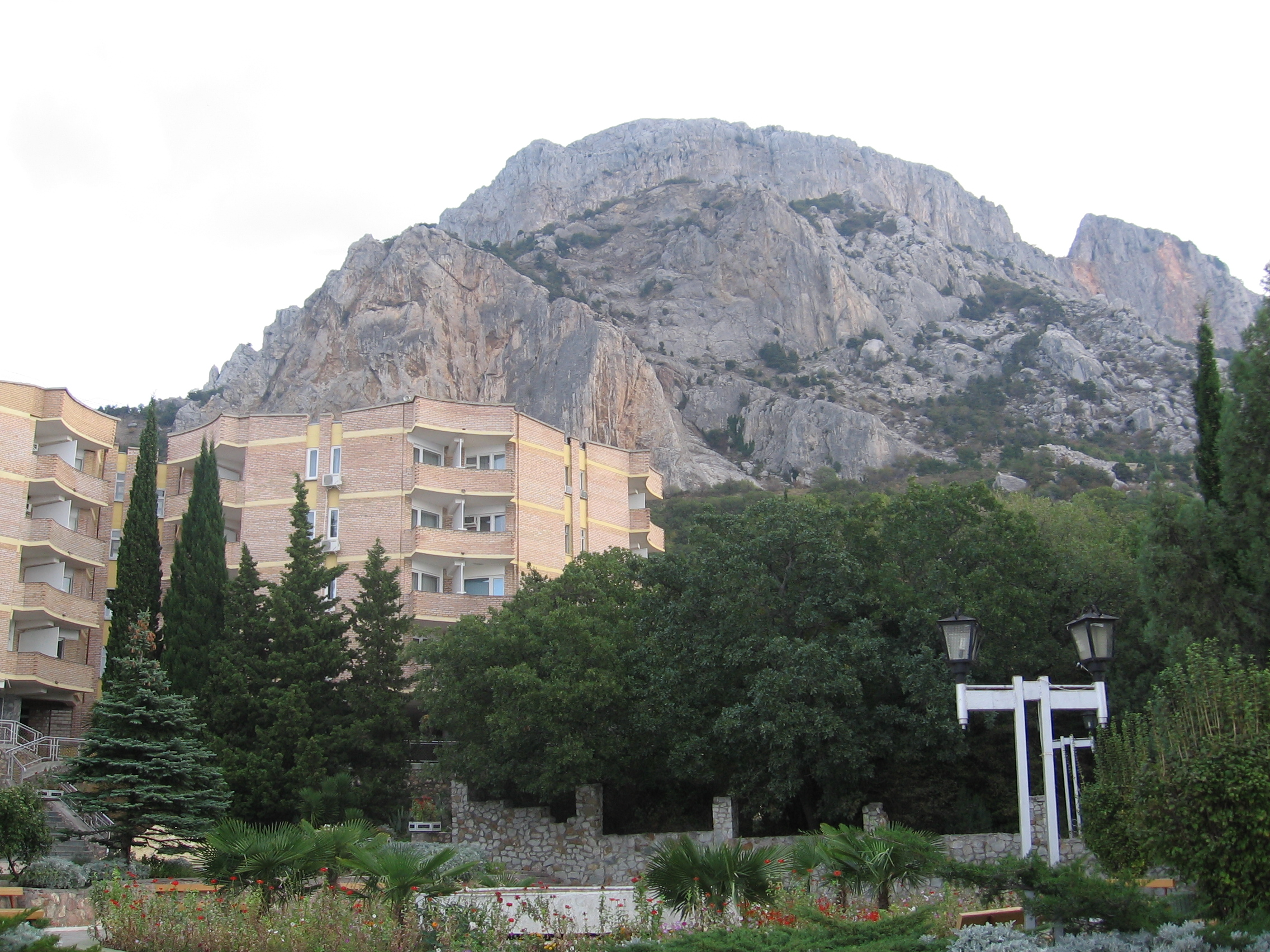
Ільяс-Кая від пансіонату «Ізумруд»
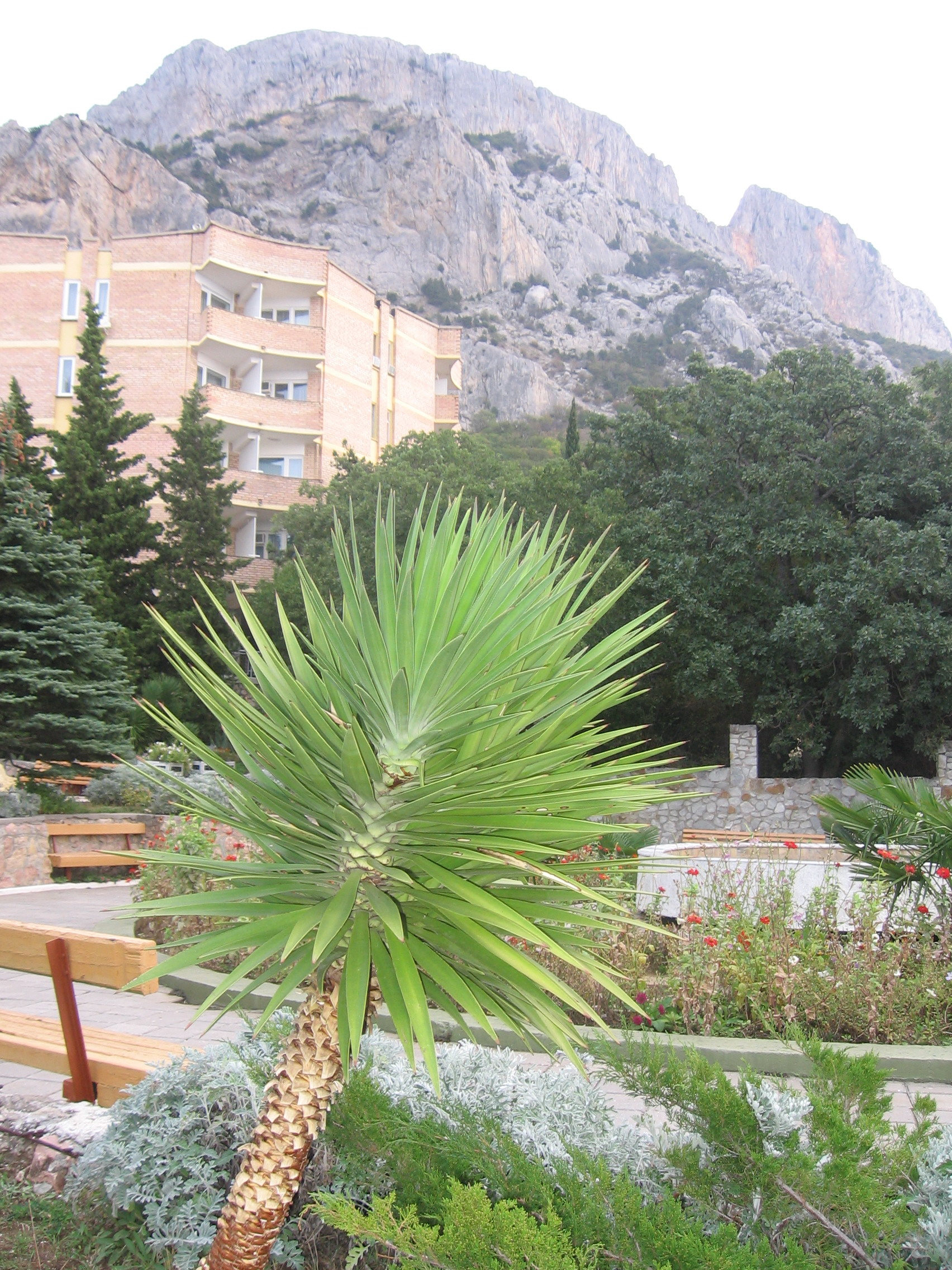
Ільяс-Кая від пансіонату «Ізумруд»
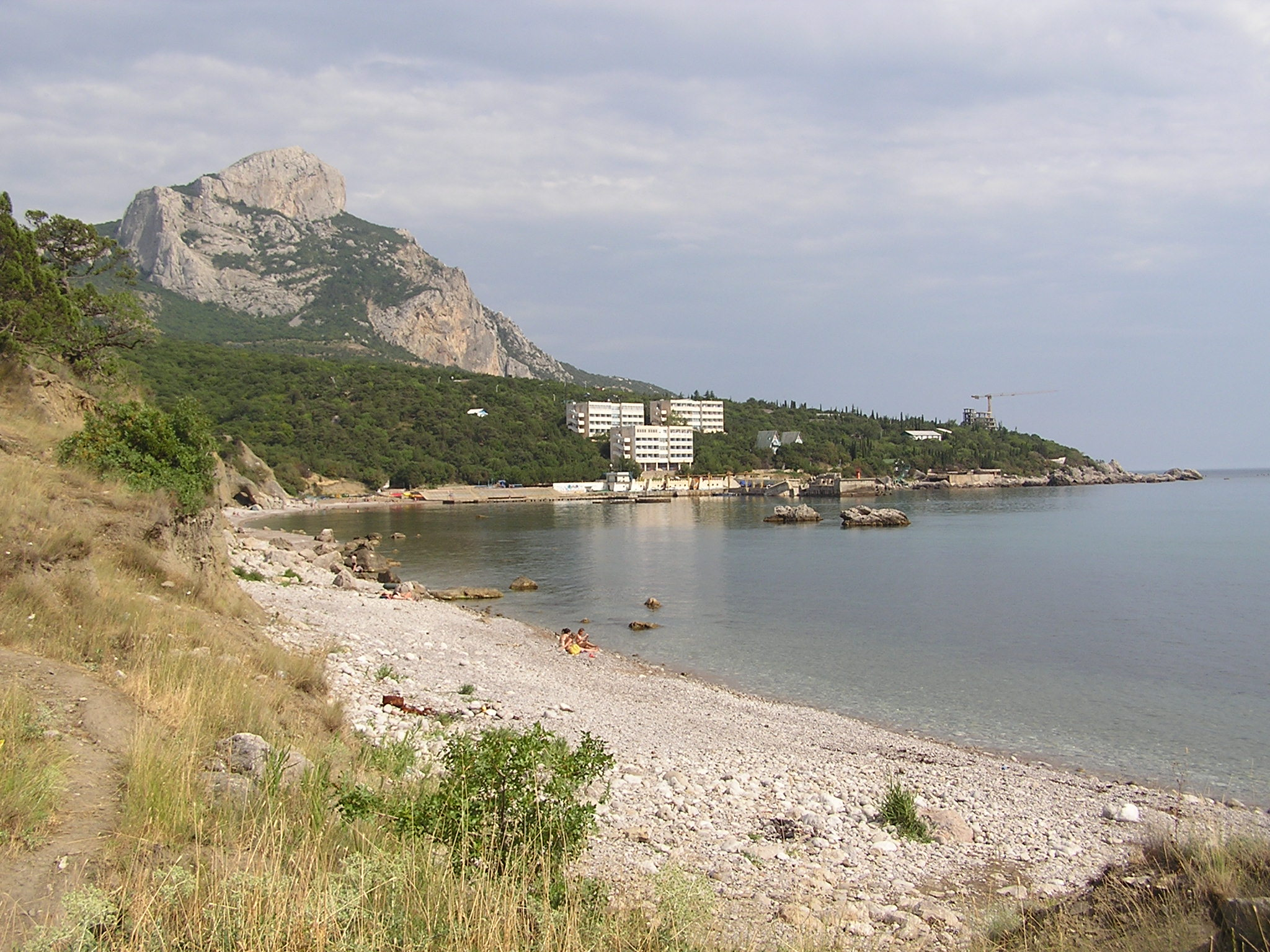
Вигляд з бухти Ласпі